# Legge di iniziativa popolare
La legge di iniziativa popolare è un istituto legislativo relativo all'iniziativa legislativa, mediante il quale i cittadini possono presentare o al Parlamento o a un ente amministrativo locale (come la Regione) un progetto di legge che sarà discusso e votato.
Nel sistema politico italiano l'iniziativa popolare non è un istituto di democrazia partecipativa, in quanto la sola volontà del corpo elettorale non produce di per sé effetti sull'ordinamento, infatti vi deve essere anche la volontà del titolare della funzione legislativa (il Parlamento a livello nazionale e il Consiglio Regionale a livello regionale) affinché il testo diventi legge.
In altri casi, come nel caso della Svizzera, l'iniziativa popolare permette di sottoporre a referendum una proposta di legge di revisione costituzionale, che può essere approvata dall'elettorato indipendentemente dal parere espresso dal Parlamento e dall'esecutivo.

## Italia
In Italia il numero di firme necessarie alla presentazione di una legge di iniziativa popolare varia a seconda dell'istituzione acceduta: per le leggi a carattere nazionale, da presentare in Parlamento, è necessario raccogliere almeno 50.000 firme e presentare la proposta alla Corte di cassazione.
"Il popolo esercita l'iniziativa delle leggi, mediante la proposta, da parte di almeno cinquantamila elettori, di un progetto redatto in articoli" (art. 71 della Costituzione). Gli articoli 48 e 49 della successiva legge 25 maggio 1970, n. 352, stabiliscono che il progetto, accompagnato dalle firme degli elettori proponenti, deve essere presentato a uno dei Presidenti delle due Camere, il quale lo presenta alla Camera di competenza, la quale deve verificare il computo delle firme e accertare la regolarità della richiesta.
Non ci sono limiti se non quelli previsti per l'iniziativa riservata.

## Svizzera
Tramite lo strumento dell'iniziativa popolare, il corpo elettorale svizzero può proporre ed approvare proposte di legge di revisione costituzionale, sia totale che parziale. Il Parlamento e il Consiglio federale possono esprimere il proprio parere, ma quest'ultimo ha solo valore di raccomandazione.
Le iniziative popolari di revisione parziale possono essere di due tipi: sotto forma di testo già elaborato (di gran lunga la tipologia più diffusa, in cui il popolo è chiamato a votare un testo specifico redatto dal comitato d'iniziativa) e sotto forma di proposta generica (in cui il comitato di iniziativa incarica il Parlamento, dopo aver verificato l'interesse popolare tramite un referendum preliminare, di elaborare autonomamente una proposta di revisione costituzionale sulla base dei principi guida specificati nell'iniziativa stessa).
Le iniziative popolari sotto forma di testo già elaborato non sono modificabili dal Parlamento.
Dal 1891 fino all'agosto 2021 sono state proposte in totale 346 iniziative popolari, di cui 222 sono state sottoposte al voto popolare. Capita abbastanza raramente che l'elettorato svizzero approvi un'iniziativa popolare: dal 1891 è accaduto appena 23 volte. Nonostante ciò le iniziative popolari rappresentano un meccanismo di pressione e di rinnovamento fondamentale per la democrazia svizzera, dal momento che spesso anche solo la minaccia di un'iniziativa popolare può essere sufficiente a far sì che l'organo legislativo si mobiliti, dando vita a controproposte e altri progetti di legge alternativi.

## Repubblica di San Marino
La legge di iniziativa popolare è un istituto presente anche nella Repubblica di San Marino, mediante il quale i cittadini facenti parte del corpo elettorale possono, attraverso una raccolta di firme, presentare al Consiglio Grande e Generale (e per esso ai Capitani Reggenti) un progetto di legge redatto in articoli, affinché questo sia poi discusso e votato.
Nella Repubblica di San Marino il numero di firme necessarie alla presentazione di una legge di iniziativa popolare è di almeno 60 firme di cittadini elettori.